# Ринофориди
Ринофориди (Rhinophoridae) — родина двокрилих комах з підряду коротковусих (Brachycera). Включає понад 150 видів у 23 родах. Поширені по всьому світі, крім Океанії. Личинки паразитують у мокрицях, жуках, павуках та інших членистоногих.

## Роди
- Acompomintho[d] Villeneuve[en], 1927
- Alvamaja[en] Rognes, 2010[3]
- Axinia[d] Colless, 1994[1]
- Azaisia[sv] Villeneuve[en], 1930[4]
- Baniassa[sv] Kugler, 1978[5]
- Bezzimyia[sv] Townsend[en], 1919
- Bixinia[d]
- Macrotarsina[nl] Schiner[en], 1857[6]
- Melanophora[en] Meigen[en], 1803
- Oplisa[sv] Róndani[en], 1862[7]
- Paykullia[en] Robineau-Desvoidy[en], 1830[8]
- Phyto[sv] Robineau-Desvoidy[en], 1830[8]
- Rhinodonia
- Rhinomorinia[sv] Brauer[en] & von Bergenstamm[en], 1889[9]
- Rhinopeza[10]
- Rhinophora[nl] Robineau-Desvoidy[en], 1830[8]
- Shannoniella[d] Townsend[en], 1939[11]
- Stevenia[en] Robineau-Desvoidy[en], 1830[8]
- Styloneuria[d] Brauer[en] & von Bergenstamm[en], 1891
- Tricogena[en] Róndani[en], 1856[12]
- Tromodesia[sv] Róndani[en], 1856[12]
- Trypetidomima[d][2]